# Rose Baker-Miller
Le rose Baker-Miller, également appelé P-618, rose Schauss ou rose Drunk-Tank, est une teinte de rose réputée pour réduire temporairement les comportements hostiles, violents ou agressifs. Il a été initialement conçu en mélangeant de la peinture intérieure au latex blanche avec de la peinture extérieure semi-brillante rouge pour les garnitures, selon un rapport volumétrique de 1:8.
Alexander Schauss a conduit des recherches approfondies sur les effets de la couleur sur les émotions au centre correctionnel naval de Seattle. Il a nommé la teinte en l'honneur des directeurs de l'établissement, Baker et Miller.

## Histoire
À la fin des années 1960, Alexander Schauss, aujourd'hui directeur de l'American Institute for Biological Research à Tacoma, Washington, a étudié les réponses psychologiques et physiologiques à la couleur rose,. Schauss s'est inspiré de travaux du psychiatre suisse Max Lüscher, qui pensait que les préférences de couleur pouvaient fournir des indications sur la personnalité. Lüscher avait observé que les préférences de couleur variaient en fonction des fluctuations psychologiques et physiologiques de ses patients, et affirmait que le choix des couleurs reflétait les états émotionnels. Il a émis l'hypothèse que ces choix étaient liés à des changements dans le système endocrinien, responsable de la production des hormones. Schauss a ensuite proposé que l’inverse pourrait également être vrai ; puisse également être vrai : la couleur pourrait induire des modifications émotionnelles et hormonales, et les différentes longueurs d'onde de la lumière pourraient provoquer des réactions mesurables et profondes dans le système endocrinien.
Lors des premiers tests menés en 1978, Schauss a constaté que la couleur influençait la force musculaire, soit en revigorant soit en énervant le sujet, et qu'elle avait également un impact sur le système cardiovasculaire. Avec l'aide de son assistant de recherche John Ott, Schauss a expérimenté sur lui-même et a découvert qu'une teinte particulière de rose produisait les effets les plus marqués. Il a nommé cette teinte « P-618 ». Schauss a observé qu'en regardant simplement un écran de 46 cm x 61 cm imprimé dans cette couleur, notamment après un exercice physique, il y avait une diminution notable du rythme cardiaque, du pouls et de la respiration, en comparaison avec d'autres couleurs.
En 1979, Schauss a convaincu les directeurs d'un établissement correctionnel naval à Seattle, dans l'État de Washington, de peindre certaines cellules de détention en rose afin d'étudier les effets sur les détenus. Il a nommé cette teinte en l'honneur des directeurs de l'établissement, Baker et Miller, donnant ainsi naissance à la dénomination officielle de la couleur, Baker-Miller Pink.
Dans l'établissement correctionnel, les taux d'agressions avant et après que les cellules aient été peintes en rose ont été surveillés. Selon un rapport de la Marine, « depuis la mise en place de cette mesure le 1er mars 1979, aucun incident de comportement erratique ou hostile n'a été observé lors de la phase initiale de confinement ». Le rapport indique également qu'une exposition de seulement quinze minutes à la couleur suffit à réduire le risque de comportement violent ou agressif .

## Effets
Les résultats d'une étude contrôlée menée par James E. Gilliam et David Unruh remettent en question l'effet supposé du rose Baker-Miller sur la diminution du rythme cardiaque et de la force. Alors que l'étude de Schauss au centre correctionnel naval de Seattle avait montré des effets apaisants du rose Baker-Miller sur les détenus, l'application de cette même couleur à la prison du comté de Santa Clara, en Californie, a entraîné une augmentation des incidents en prison, atteignant même un pic par rapport aux mois précédant l'introduction du rose, malgré une légère baisse au cours du premier mois. Certains chercheurs suggèrent que la symbolique du rose, associée à la féminité, pourrait biaiser les résultats des études de Schauss, en particulier en raison de la surreprésentation des détenus masculins parmi les participants.